# Tmesisternus pauli
Tmesisternus pauli es una especie de escarabajo del género Tmesisternus, familia Cerambycidae. Fue descrita científicamente por Heller en 1897.
Habita en Indonesia. Esta especie mide 17-24 mm.